# Сегежский округ
Сеге́жский о́круг — административно-территориальная единица в составе Карело-Финской ССР, существовавшая с 15 августа 1952 года по 23 апреля 1953 года.
Указом Президиума Верховного Совета Карело-Финской ССР от 15 августа 1952 года в рамках эксперимента по введению окружного деления в некоторых союзных и автономных республиках, были образованы Сегежский и Петрозаводский округа.
В состав Сегежского округа были включены районы КФССР:
- Беломорский
- Заонежский
- Калевальский
- Кемский
- Кестеньгский
- Лоухский
- Медвежьегорский
- Ругозерский
- Сегежский
- Сегозерский
- Тунгудский

Административный центр округа — город Сегежа.
Округ был упразднён Указом Президиума Верховного Совета Карело-Финской ССР от 23 апреля 1953 года, после того, как «окружной» эксперимент был признан неудачным.
Районы, входившие в состав округа, были переданы в непосредственное подчинение республиканским органам власти Карело-Финской ССР.